# Ижма (Нижегородская область)
Ижма — посёлок в Воскресенском районе Нижегородской области. Входит в состав Воздвиженского сельсовета.

## История
В 1965 году указом Президиума Верховного Совета РСФСР посёлок Усадьба леспромхоза переименован в Ижму.

## Население
| 1999 | 2002 | 2010 |
| ---- | ---- | ---- |
| 18   | ↘14  | ↘4   |

## Улицы
В посёлке имеется одна улица — Лесная.